# Гиньо Тонев
Гиньо Кирилов Тонев е български офицер, генерал-лейтенант.

## Биография
Роден е на 6 декември 1943 г. в Симеоновград. Учи във Военното училище „Васил Левски“ във Велико Търново. Завършва през 1966 г. в профил „танкист-строеви“. Бил е командир на взвод в 49-и мотострелкови полк в Симеоновград. През 1976 г. завършва Военната академия в София. След това става началник-щаб на 49-и мотострелкови полк. Остава на този пост до 1978 г., когато става заместник-командир на полка. По-късно е началник на оперативното отделение на втора мотострелкова дивизия. В периода 1983 – 1986 е командир 96-и танков полк в Чирпан. От 1986 до 1988 г. е командир на единадесета танкова бригада. Между 1988 и 1990 г. учи в генералщабната академия „Климент Ворошилов“ в СССР. В периода 1990 – 1992 е командир на втора мотострелкова дивизия. През 1992 г. става първи заместник-командващ на трета армия. След това е началник-щаб на армията. В периода 2 декември 1994 – 3 юли 1996 е командир на трета армия. На 3 май 1996 г. е удостоен със звание генерал-лейтенант. На 26 юни 1996 г. е освободен от длъжността командващ Трета армия. Тогава е назначен за командващ сухопътните войски на България.. На 24 август 1998 г. е освободен от длъжността началник на Главния щаб на Сухопътните войски и командващ сухопътните войски и назначен за началник на Главния щаб на Сухопътните войски, считано от 1 септември 1998 г. На 7 юли 2000 г. е удостоен с висше военно звание генерал-лейтенант, освободен от длъжността началник на Главния щаб на Сухопътните войски и назначен за първи заместник-началник на Генералния щаб на Българската армия. На 6 юни 2002 г. е освободен от длъжността първи заместник-началник на Генералния щаб на Българската армия. На 30 май 2002 г. излиза в пенсия.

## Образование
- Военното народно училище „Васил Левски“ – до 1966
- Военна академия „Г.С.Раковски“ – до 1976
- Генералщабната академия „Климент Ворошилов“ (СССР) – 1988 – 1990

## Военни звания
- Лейтенант (1966)
- Капитан (1973)
- Генерал-майор (3 декември 1994)
- Генерал-лейтенант (3 май 1996) (2 звезди)
- Генерал-лейтенант (7 юли 2000) (3 звезди)